# 野村靖
野村 靖（のむら やすし、天保13年8月6日（1842年9月10日）- 明治42年（1909年）1月24日）は、明治時代の日本の政治家。子爵。名は和作、靖之助とも。号を欲庵、香夢庵主。官位は正二位。山口県萩市萩往還公園に天野清三郎と並んだ銅像が立っている。

## 生涯

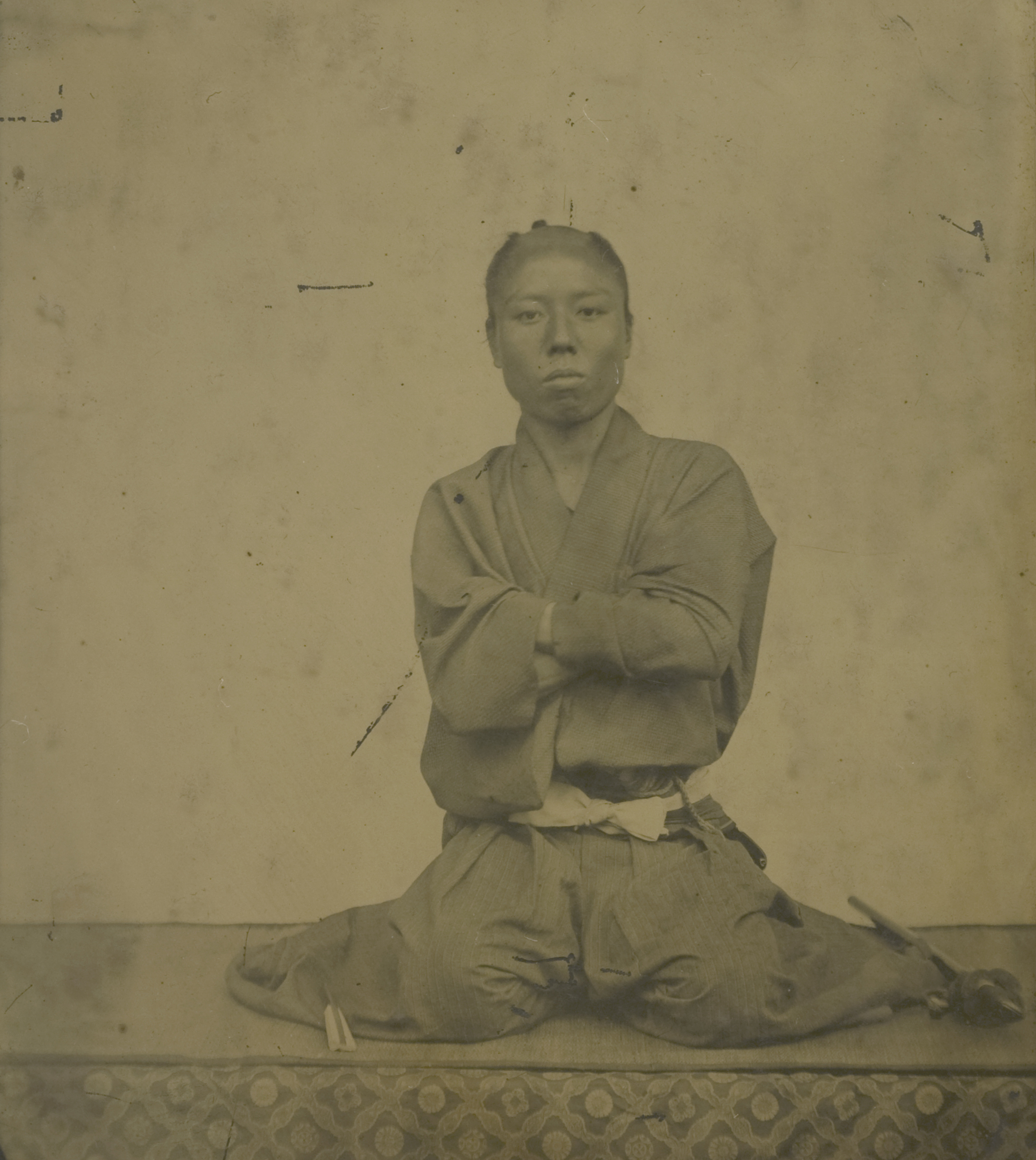
藩士時代

天保13年（1842年）、長州藩の下級武士（足軽）入江嘉伝次の次男として生まれる。兄に入江九一、妹にすみ子（伊藤博文の最初の妻）がいる。
兄・九一が入江氏を継承したため、親戚の野村氏を継承した。吉田松陰の松下村塾に入門して尊王攘夷に傾倒、老中・間部詮勝の暗殺計画が露見して兄と共に投獄されるが、文久2年（1862年）にはイギリス公使館の焼き討ちに参加。第二次長州征討でも活躍している。
明治維新後、廃藩置県にあたって、鳥尾小弥太とともに、西郷隆盛・木戸孝允等政府有力者を周旋しとりまとめるなど活躍を見せ、その後、宮内大丞、外務大書記となり、岩倉使節団の一員として渡欧。神奈川県権令及び県令・駅逓総監・逓信次官を歴任し、明治20年（1887年）に子爵に叙せられる。明治21年（1888年）に枢密顧問官、明治24年（1891年）に駐仏公使を歴任した。
明治27年（1894年）には第2次伊藤内閣の内務大臣に就任し、翌28年（1895年）に東京府を廃止して東京15区を「東京都」として独立させて政府の支配を強化し、他の地域を多摩県として再編成させる「東京都制および多摩県設置法案」を提出したが、帝国議会（第9議会）や東京市民の反感を買って廃案となり、責任を取って辞任した（1896年2月3日）。しかし29年（1896年）には第2次松方内閣の逓信大臣に就任している。
晩年は皇室の養育掛長をつとめた。明治42年（1909年）、富美宮允子内親王・泰宮聡子内親王に供奉して鎌倉に出張中、脳溢血のため68歳で死去した。遺言により世田谷、松蔭神社の墓域内に埋葬された。
明治9年（1876年）、神奈川県権令時に、三宅島流刑を赦免されて東京に戻っていた沼崎吉五郎の突然の訪問を受け、同囚であった吉田松陰から託された留魂録の正本を受け取っている。

## 栄典
位階
- 1886年（明治19年）7月8日 - 従四位[3]
- 1886年（明治19年）10月20日 - 従三位[4]
- 1895年（明治28年）10月21日 - 従二位[5]
- 1909年（明治42年）1月24日 - 正二位[6]

爵位
- 1887年（明治20年）5月9日 - 子爵[7]

勲章等
| 受章年                     | 略綬 | 勲章名                   | 備考 |
| -------------------------- | ---- | ------------------------ | ---- |
| 1887年（明治20年）11月25日 |      | 勲二等旭日重光章         |      |
| 1889年（明治22年）11月25日 |      | 大日本帝国憲法発布記念章 |      |
| 1895年（明治28年）6月21日  |      | 勲一等瑞宝章             |      |
| 1906年（明治39年）4月1日   |      | 旭日大綬章               |      |
| 1909年（明治42年）1月24日  |      | 旭日桐花大綬章           |      |

外国勲章佩用允許
| 受章年                    | 国籍           | 略綬 | 勲章名                                                 | 備考 |
| ------------------------- | -------------- | ---- | ------------------------------------------------------ | ---- |
| 1880年（明治13年）1月17日 | イタリア王国   |      | 聖マウリッツィオ・ラザロ勲章カバリエロ                 |      |
| 1882年（明治15年）2月27日 | ロシア帝国     |      | 神聖アンナ第二等勲章                                   |      |
| 1886年（明治19年）11月1日 | ポルトガル王国 |      | ヴィラ・ヴィソーザ無原罪の聖母騎士団勲章コンマンドール |      |
| 1893年（明治26年）5月29日 | フランス共和国 |      | レジヨンドノール第二等勲章                             |      |

## 親族
11人の子を生した。
- 長男：野村益三（貴族院議員）
- 次男：入江貫一（官僚）
- 三男：野村省吾（造船学者　九州帝国大学教授）
- 娘（長女）：本野久子（本野一郎の妻。益三の姉）
- 娘（四女）：中末子（九州帝国大学教授中金一の妻。中勘助の義姉）
- 娘：松岡初子（柳田国男の弟で海軍士官の松岡静雄の後妻。最後の子のつもりで「末子」と名付けられた姉の後に生まれたため、振り出しに戻り「初子」と名付けられた[16]。末子も初子も夫が脳出血で倒れたことから生涯親密だった[16]）

## 登場作品
- 花神 - 昭和52年（1977年）NHK大河ドラマ、演：田辺しげる
- 花燃ゆ - 平成27年（2015年）NHK大河ドラマ、演：大野拓朗